# Joan Carrillo
Joan Antoni Carrillo Milán (ur. 8 września 1968 w Monistrol de Montserrat) – hiszpański piłkarz i trener piłkarski. W czasie kariery piłkarskiej grał na pozycji pomocnika. Od stycznia do czerwca 2018 trener Wisły Kraków.

## Życiorys
Urodził się 8 września 1968 w Monistrol de Montserrat w prowincji Barcelona jako Joan Antoni Carrillo Milán.
W czasie swojej kariery zawodniczej występował na pozycji pomocnika, wyłącznie w rozgrywkach na terenie Hiszpanii, najwyżej na poziomie trzecioligowym. W sezonie 1988–1989 był piłkarzem CF Lloret z Lloret de Mar. W latach 1990–1991 występował w Gironie, gdzie w 39 meczach strzelił dwa gole. Od 1991 do 1994 występował w klubie FC Andorra z Andory, również występującym w Segunda División B, strzelając 4 gole w 88 meczach. W sezonie 1995–1996 rozegrał w rezerwach Espanyolu 36 spotkań, nie strzelając bramki. Następnie zaliczył 37 występów w barwach Polideportivo Ejido, w których strzelił dwie bramki. W klubie z El Ejido występował w latach 1996–1997. W kolejnych latach występował jeszcze w Palamós CF oraz UE Vilassar de Mar z katalońskiego miasteczka Vilassar de Mar.
W czasie kariery zawodniczej mierzył 179 cm i ważył ok. 78 kg.
Karierę trenera rozpoczął w barcelońskim Espanyolu początkowo jako trener młodzieży i skaut. W latach 2006–2007 prowadził, grającą w Tercera División, Gironę. Powrócił do Espanyolu, gdzie najpierw był drugim trenerem w drużynie rezerw, a od 2009 asystentem Mauricio Pochettino w pierwszej drużynie klubu z Barcelony. Pracował w węgierskim Videotonie najpierw jako asystent Paulo Sousy i José Manuela Gomesa (2011–2014), a w latach 2014–2015 jako pierwszy trener. Z klubem z Székesfehérváru zdobył w sezonie 2014/2015 Mistrzostwo Węgier. Mimo to, po zakończeniu sezonu opuścił Węgry, nie zgadzając się z polityką transferową Videotonu. Jesienią 2015 przez dwa miesiące prowadził, występujący w hiszpańskiej Primera División, klub UD Almería, z którego został zwolniony po 11 meczach bez zwycięstwa, zaś w latach 2016–2017 chorwacki Hajduk Split, z którym zdobył trzecie miejsce w lidze.
W grudniu 2017 podpisał kontrakt z Wisłą Kraków, ważny od stycznia 2018 do czerwca 2019. Do krakowskiego klubu był już przymierzany rok wcześniej, jednak zdecydował się wówczas na ofertę ze Splitu. W pierwszym ligowym meczu pod jego wodzą Wisła zremisowała 1:1 z Lechią Gdańsk, po golu Carlitosa. Prowadził klub w 16 spotkaniach ligowych kończąc rozgrywki Ekstraklasy na 6 miejscu. 12 czerwca 2018 poinformowano, że rozwiązał kontrakt z Wisłą.
W listopadzie 2019 ponownie związał się z klubem z węgierskiego miasta Székesfehérvár, występującym wówczas pod nową nazwą Fehérvár FC.
Odbywał staże u Rafaela Beníteza i Pepa Guardioli.

## Życie prywatne
Jego brat Lluís również jest trenerem piłkarskim. Żonaty z Maraiką, mają trzech synów – Jana, Arnau i Biela

## Sukcesy trenerskie
- Mistrzostwo Węgier z Videotonem[7].
- Trzecie miejsce w lidze chorwackiej z Hajdukiem Split[12].